# ジョージ・アリヨシ
ジョージ・リョーイチ・アリヨシ（George Ryoichi Ariyoshi、日本名：有吉 良一〈ありよし りょういち〉、1926年3月12日 - ）は、アメリカ合衆国の政治家。
民主党員である。ジョン・アンソニー・バーンズ州知事の後任として、1974年から1986年にかけて3代目ハワイ州知事を務めた。日系アメリカ人として、またアジア系アメリカ人として初めて州知事となった人物である。現在では、ハワイ州民主党の長老の1人とされている。

## 経歴
1926年3月12日にハワイ準州オアフ島ホノルルに誕生する。福岡県出身で、力士を辞めた後に貨物船の船員となり、1919年に寄港したハワイを気に入り、そのまま定住した父・良蔵と、熊本県出身の母・ミツエの元に生まれる。両親は豆腐屋経営を経て、クリーニング店を立ち上げ生計を立てた。幼少期に軽い言語障害を患う。1944年にマッキンリー高校を卒業後、陸軍情報部日本語学校に入学。廃墟となった東京で、GHQの通訳として勤務した。帰国後は、ハワイ大学マノア校を経てミシガン州立大学に編入学し、1949年に学士号を取得、1952年にはミシガン大学法科大学院において、法務博士号も取得した。
大学卒業後は、ハワイに戻り弁護士事務所に入所したが、1954年9月に民主党ハワイ州代表（当時）だったジョン・アンソニー・バーンズからの打診により、州下院議員選挙に出馬し当選する。その後は、1958年に州上院議員に当選。翌1959年にハワイが州に昇格した後も、州上院議員に選出される。州上院議員在任中の1970年に、アリヨシを後継者にすることを見据えていたバーンズ知事の依頼により、副知事に就任し、1973年10月にバーンズが病に倒れた際は、アリヨシが知事代理としての役割を務めた。
その後は、1974年・1978年・1982年に亘って3選を果たし、退任後は複数の会社や非営利団体で活躍した。
私生活では、1955年にホノルルでジーン・ミヤ・ハヤシと結婚し、2男1女をもうけた。
州知事職以外にも、ハワイ弁護士会の理事長や、ファースト・ハワイアン・バンクやホノルル・ガス社の取締役などを務めていたが、知事を退任した直後の1987年に、日本への旅行から戻った際に、30,000ドル以上に相当する宝石に関する申告の不備が見つかったため、ホノルル国際空港の税関において足止めを受け、11,389ドルの罰金を支払った。これを受け、アリヨシは自らの不手際の責任を取る形で、ファースト・ハワイアン・バンクの取締役を辞した。

## 著書の訳
- 『おかげさまで―With Obligation to All　アメリカ最初の日系人知事 ハワイ州元知事ジョージ・アリヨシ自伝』

飯野正子監修、アーバン・コネクションズ、2010年。ISBN 4904486129